# Dahbia Rigaud
Pour les articles homonymes, voir Rigaud.
Dahbia Rigaud, née Saib le 13 avril 1976 à Saint-Denis, est une haltérophile française évoluant dans la catégorie des moins de 53 kg.
Championne de France en 2001, elle est médaillée de bronze à l'épaulé aux Jeux méditerranéens de 2001 et remporte la médaille de bronze au classement général aux Championnats d'Europe de 2003.
Elle est la mère de l'haltérophile Garance Rigaud.